# Rhodostrophia acidaria
Rhodostrophia acidaria är en fjärilsart som beskrevs av Otto Staudinger 1892. Rhodostrophia acidaria ingår i släktet Rhodostrophia och familjen mätare. Inga underarter finns listade.